# Tom Gola
Thomas Joseph Gola (* 13. Januar 1933 in Philadelphia, Pennsylvania; † 26. Januar 2014 in Meadowbrook, Pennsylvania) war ein US-amerikanischer Basketballspieler.

## Karriere
Gola spielte von 1952 bis 1955 erfolgreich für die La Salle University. 1952 konnte das Team das National Invitation Tournament gewinnen. 1954 folgte die NCAA Division I Basketball Championship. Als ersten Spieler in der Geschichte des College-Basketballs gelang es ihm, sowohl über 2.000 Punkte zu erzielen als auch 2.000 Rebounds zu holen. Von 1953 bis 1955 wurde er ins NCAA All-American First Team gewählt.
Nach seiner Collegezeit meldete er sich für den NBA-Draft 1955 an. Dort wählten die Philadelphia Warriors Tom Gola als Territorial pick. Er konnte sich bereits in seiner Rookie-Saison in der Mannschaft etablieren und kam auf 10,8 Punkte, 5,9 Assists und 9,1 Rebounds pro Spiel. In den Playoffs verbesserten sich seine Werte weiter und er hatte seinen Anteil am Titelgewinn der Warriors. Dieser konnte in den folgenden Jahren nicht wiederholt werden, die individuellen Statistiken von Gola verbesserten sich aber noch einmal. 1958 wurde er ins All-NBA Second Team gewählt. Ab 1960 wurde er fünf Jahre in Folge ins All-Star Team gewählt.
Am 5. Dezember 1962 wurde er von der nun in San Francisco beheimateten Franchise im Tausch gegen Willie Naulls und Kenny Sears zu den New York Knicks transferiert. In New York gingen seine Einsatzzeiten und Punkteausbeute von Jahr zu Jahr zurück. Mit den Knicks schaffte er es nie in die Playoffs. Nach der Saison 1965/66 beendete Tom Gola seine Karriere. Anschließend schlug er als Mitglied der Republikanischen Partei eine politische Laufbahn ein und wurde 1966 ins Repräsentantenhaus von Pennsylvania gewählt. 1970 übernahm er das Amt des städtischen Rechnungsprüfers (City Controller) in Philadelphia. Im Jahr 1983 bewarb er sich erfolglos um die Nominierung seiner Partei für die Wahl zum Bürgermeister von Philadelphia.
1976 wurde Tom Gola in die Naismith Memorial Basketball Hall of Fame aufgenommen. Eine 1998 eröffnete Basketballhalle der La Salle University trägt den Namen Tom Gola Arena.